# Bach-Chor Siegen
Der Bach-Chor Siegen ist ein gemischter Chor unter der Leitung von Kreiskantor Peter Scholl, der im Besonderen dem kompositorischen Werk Johann Sebastian Bachs sowie der sakralen Musik verpflichtet ist.

## Geschichte
Seit 1973 wurde der Bach-Chor Siegen von Ulrich Stötzel neben seinem Studium aufgebaut. Inzwischen trat der Chor bei internationalen Musikfestivals und in bekannten Konzerthäusern wie der Kölner Philharmonie, dem Prinzregententheater in München oder dem Théâtre des Champs-Élysées in Paris auf.
Seit 1980 gestaltet der Chor regelmäßig Kantaten-Gottesdienste. Neben der intensiven Beschäftigung mit der geistlichen Musik sowie dem musikalischen Nachlass seines Namenspatrons Johann Sebastian Bach führt der Chor auch weltliche Musik aller Stilepochen auf und erarbeitet Konzepte. Dazu zählen Komponistenportraits um Felix Mendelssohn Bartholdy und John Rutter oder das Projekt Anno Domini von Ruthild Eicker.
Dem Chor angehörig ist das Collegium vocale Siegen, ebenfalls unter der Leitung von Peter Scholl, das sowohl gemeinsam mit dem Bach-Chor als auch selbständig Musikproduktionen veröffentlicht hat.

## Diskografie

### Konzeptalben
| Jahr | Titel                                       | Untertitel / Komponist                                                  | Interpreten                                   | Verlag       |
| ---- | ------------------------------------------- | ----------------------------------------------------------------------- | --------------------------------------------- | ------------ |
| 1995 | Festliche Bach-Choräle                      | Johann Sebastian Bach                                                   | Bach-Chor Siegen                              | Gerth Medien |
| 1996 | Denn er hat seinen Engeln befohlen über dir | Felix Mendelssohn Bartholdy                                             | Bach-Chor Siegen, Collegium vocale Siegen     | Gerth Medien |
| 1999 | Festliche Weihnachtschoräle                 |                                                                         | Bach-Chor Siegen, Collegium vocale Siegen     | Gerth Medien |
| 2000 | Anno Domini                                 | Geistliche Chormusik aus zwei Jahrtausenden                             | Bach-Chor Siegen, Collegium vocale Siegen     | Gerth Medien |
| 2002 | Loben, bitten, danken                       | Festliche Choräle                                                       | Bach-Chor Siegen, Collegium vocale Siegen     | Gerth Medien |
| 2005 | Festliche Weihnachtschoräle 2               |                                                                         | Bach-Chor Siegen, Collegium vocale Siegen     | Gerth Medien |
| 2007 | Die schönsten Choräle von Paul Gerhardt     |                                                                         | Bach-Chor Siegen                              | Gerth Medien |
| 2008 | Gottes wunderbare Schöpfung                 | „Geh aus mein Herz“ von Paul Gerhardt und Kompositionen von John Rutter | Collegium vocale Siegen                       | Gerth Medien |
| 2009 | Jauchzt, alle Lande                         | Mit Psalmen auf den Spuren Calvins                                      | Bach-Chor Siegen, Collegium vocale Siegen     | Gerth Medien |
| 2012 | Davon ich singen und sagen will             | Ein musikalisches Hommage an Martin Luther                              | Bach-Chor Siegen, Johann Rosenmüller Ensemble | Gerth Medien |
| 2015 | Bleib bei mir, Herr                         | Choral Evensong                                                         | Bach-Chor Siegen; Hanno Herzler (Sprecher)    | Gerth Medien |

### Gesamteinspielungen
| Jahr | Titel                                            | Untertitel / Werkeverzeichnis | Komponist                       | Mitwirkende             | Label            | Anmerkungen                                                         |
| ---- | ------------------------------------------------ | --- | ------------------------------- | ----------------------- | ---------------- | ------------------------------------------------------------------- |
| 1994 | Matthäus-Passion 1746                            | TWV 5:31 | Georg Philipp Telemann          | Collegium vocale Siegen | Hänssler Classic |                                                                     |
| 1998 | Festliche Kantaten                               | Lobet den Herrn, alle seine Heerscharen (TWV 1:1061) Wer nur den lieben Gott lässt walten (TWV 1:1593) Der Tod ist verschlungen in den Sieg (TWV 1:320) | Georg Philipp Telemann          | Collegium vocale Siegen | Hänssler Classic |                                                                     |
| 2000 | Gott, man lobet dich in der Stille               | TWV 14:12 | Georg Philipp Telemann          | Collegium vocale Siegen | Hänssler Classic | Welt-Ersteinspielung der Kantate zum Friedensschluss von Paris 1763 |
| 2001 | Dettinger Te Deum                                | HWV 283 | Georg Friedrich Händel          | Collegium vocale Siegen | Hänssler Classic |                                                                     |
| 2005 | Heilig, heilig, heilig ist Gott                  | TWV 2:6 | Georg Philipp Telemann          | Collegium vocale Siegen | Hänssler Classic |                                                                     |
| 2007 | Geistliche Werke                                 | Gott sorgt für uns (op. 98) Lobe den Herrn, meine Seele (op. 88) Auf Christen, lasst uns unsern Gott (op. 73)                                           | Johann Christian Heinrich Rinck | Collegium vocale Siegen | Hänssler Classic |                                                                     |
| 2011 | Telemann-Kantaten Ostern, Himmelfahrt, Pfingsten | Ich weiß, dass mein Erlöser lebt (TVWV 1:873) Gott fähret auf mit Jauchzen (TVWV 1:642) Daran ist erschienen die Liebe Gottes (TVWV 1:165)              | Georg Philipp Telemann          | Collegium vocale Siegen | Hänssler Classic |                                                                     |

### Compilations
| Jahr | Titel                                                        | Label                  | Anmerkungen |
| ---- | ------------------------------------------------------------ | ---------------------- | --- |
| 2015 | Nun danket alle Gott 30 beliebte Gottesdienstlieder          | Gerth Medien CD 939526 | Kompilationsalbum aus Zweitverwertungstiteln vorangegangener Veröffentlichungen diverser Künstler beinhaltet 5 Musiktitel in Erstveröffentlichungen vom Bach-Chor Siegen |
| 2016 | Freue dich, Welt Die schönsten Advents- und Weihnachtslieder | Gerth Medien CD 939570 | Kompilationsalbum aus Zweitverwertungstiteln vorangegangener Veröffentlichungen diverser Künstler beinhaltet 1 Musiktitel in Erstveröffentlichungen vom Bach-Chor Siegen |